# ثيتل هجين
الثَّيْتَل الهَجِين أو الساسابي المألوف أو حُذْلُوم البُحَيْرة أو حُذْلُوم سَسَّابي (الاسم العلمي:Damaliscus lunatus) (بالإنجليزية: Common tsessebe)‏ هو نوع من الثدييات يتبع جنس حذلوم من فصيلة البقريات. أسرع الأنواع وأفتحها لوناً وأكبرها قداً يعلو نحو 125 سم. موطنه إفريقية الجنوبية. يألف الهضاب والسهول المعشبة وينفر من الغابات الكثيفة. أجله من 8 إلى 15 زوجاً.